# John Flamsteed
John Flamsteed (Denby, 19 agosto 1646 – Greenwich, 12 gennaio 1719) è stato un astronomo inglese.
Fu il promotore della costruzione dell'Osservatorio di Greenwich, di cui divenne il primo direttore.

## Biografia
John Flamsteed nacque a Derby il 19 agosto 1646. Fu il primo astronomo reale d'Inghilterra, fondatore dell'Osservatorio Reale di Greenwich. Osservatore acuto e diligente fin da giovane, nel 1675 diede al suo governo parere sfavorevole circa la praticità del metodo di determinazione delle longitudini in mare con le distanze lunari; e prospettò la necessità di creare un osservatorio per una migliore precisazione delle posizioni celesti degli astri, per rendere possibile l'utile attuazione di quel metodo. Fu così che sorse la massima specola inglese. Famoso il suo catalogo di circa 3000 stelle; e di notevole importanza, per quei tempi, le sue molte osservazioni di Sole, Luna, ecc. Ben nota la collaborazione data da lui a Isaac Newton, il quale, sia pure attraverso contrasti e attriti, da lui ebbe molte delle osservazioni che gli servirono a convalida delle sue successive conclusioni teoriche.
La figlia adottiva andò in sposa al matematico scozzese James Hodgson, suo assistente all'Osservatorio di Greenwich.
Flamsteed è anche ricordato per i suoi accesi "scontri" con Isaac Newton, a cui non fu mai - per assurda acredine dovuta a invidia - riconoscente, quale giusto debitore. Ciò avvenne sin dai tempi in cui Newton era professore Lucasiano a Cambridge, e crebbe - dopo oltre trent'anni di collaborazione seppur forzata (dallo stesso Flamsteed), quando il genio matematico divenne presidente della Royal Society, allorché questi tentò di rivendicare come a lui ascrivibili alcuni dei successi del Flamsteed. È storicamente accertato infatti che fu l'Astronomo Reale ad approfittare della collaborazione di Newton a cui chiese nel corso degli anni infinite verifiche delle sue osservazioni e quindi la possibilità che fossero confermate le sue osservazioni dalle recentissime teorie newtoniane del moto e della gravitazione (e ben prima che venissero rese pubbliche). Newton pubblicò quindi alcuni dati nati dalle osservazioni di Flamsteed senza preoccuparsi di accreditarle o chiederne formale permesso, sia perché erano state dettate da proprie indicazioni, sia perché il Flamsteed, insicuro come qualunque seppur brillante persona si ritrovi davanti a una rivoluzione incompresa (giacché lo stesso astronomo non era assolutamente in grado né di studiare né, tanto meno, di capire i "principia" da cui discernere la giustificazione delle indicazioni colà originate che Newton gli forniva) preferì divulgare soltanto a piccole dosi i suoi dati, giustificandoli come "ancora incompleti", soltanto per l'estremo timore di poter essere smentito da un qualche svarione di quella teoria somma che lui non comprendeva. Alcuni anni più tardi, Flamsteed riuscì a ricomprare molte copie rimaste del libro, e le bruciò pubblicamente davanti all'Osservatorio Reale. Per quanto non ve ne sia traccia in nota, sono sue anche le misurazioni astrometriche presenti nella Chronology of Ancient Kingdoms Amended di Newton.
Pubblicò nel 1712 parte della sua Historia coelestis Britannica ultimata dopo la sua morte. Nel 1729 vide la luce il suo Atlas coelestis.
Gli è stato dedicato un asteroide, 4987 Flamsteed.